# Religião na Espanha
Religião na Espanha (est. 2023)
A religião na Espanha é constituída por cristãos, em sua maioria, e outras denominações: 52,9% da população se declara católica, embora a percentagem de praticantes seja muito inferior, cerca de 19,2%. Mais de 43% da população não se reconhece em nenhuma religião, definindo-se como ateu, não crente ou agnóstico. Existem também minorias muçulmanas, protestantes e ortodoxas, que somam cerca de 2,7% da população, assim como outros grupos, como judeus, budistas, baha'is e mórmons.
A população espanhola é atualmente pouco praticante em seu conjunto: segundo o Centro de Investigações Sociológicas, o centro estatal espanhol dedicado à estatística, no seu estudo de julho de 2019, cerca de 52,9% dos espanhóis classificaram-se como católicos romanos, embora apenas 19,2% seja praticante. Por outro lado os ateus ou não religiosos somam 28,3%, e os agnósticos chegam a 15,2%. Os aderentes de outras religiões (incluindo islamismo, protestantismo, budismo etc.), cerca de 3%. Em junho de 2009, a pesquisa do mesmo Centro indicava que 59% dos auto-definidos como crentes de alguma religião dizem não ir à missa ou a outros ofícios religiosos nunca ou quase nunca; 13,3% dizem ir várias vezes ao ano; 14,1% dizem acudir a ofícios religiosos quase todos os domingos e dias festivos e 2,2% dizem ir várias vezes por semana. De acordo com o Eurobarómetro 83 (2015), apenas 3% dos espanhóis consideram a religião como um dos seus três valores mais importantes, mesmo abaixo da média européia de 5%.
No banco de dados do CIS se encontram estatísticas mensais desde 2005 sobre religião.

## O Estado e as religiões

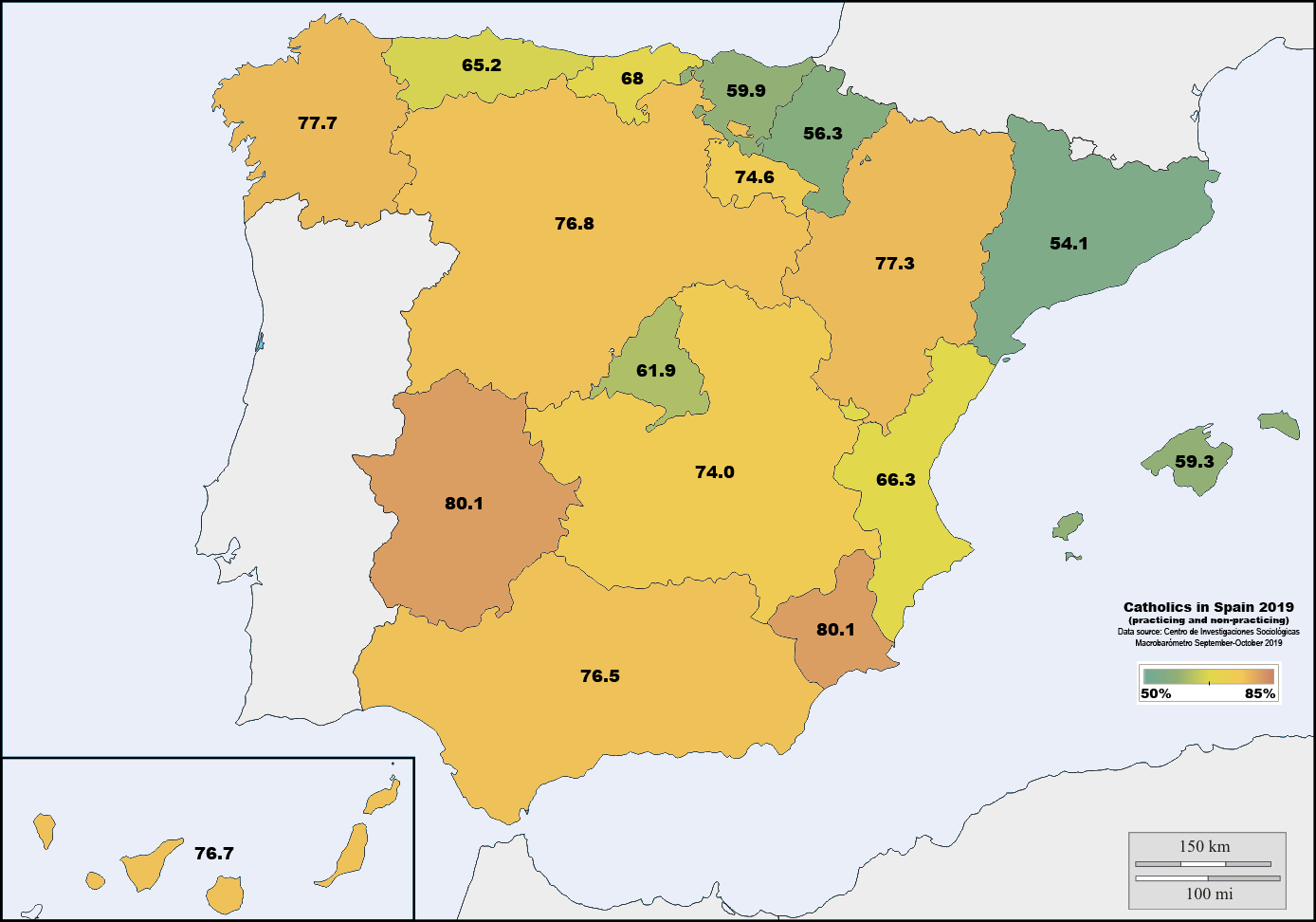
Porcentagem de católicos (praticantes e não praticantes) na Espanha por Comunidade Autônoma, 2019.

O artigo 16 da Constituição espanhola de 1978, garante a liberdade ideológica, religiosa e de culto dos indivíduos e as comunidades sem mais limitações, em suas manifestações, que a necessária para a manutenção da ordem pública protegida pela lei. Também diz que ninguém poderá ser obrigado a declarar sobre sua ideologia, religião, crenças e que nenhuma confissão terá caráter estatal.
Esse artigo foi fruto de um consenso para solucionar a questão religiosa na política espanhola, abandonando a forma da confessionalidade do Estado, tradicional na história espanhola.
As relações com a Igreja católica se regem por uma série de Acordos internacionais firmados entre o Reino da Espanha e a Santa Sede. Além disso, existe uma comissão mista de relações entre o Estado e a Conferência episcopal. O estado, na prática, subvencionava, em parte, a igreja católica (cerca de 40%) por uma série de razões: por ser maioritária, para conservar o patrimônio histórico (catedrais e basílicas por exemplo), por seu labor social (cultural, espiritual, social e sanitário) e por razões históricas depois das desamortizações do século XIX. Em 2007, estabeleceu-se um sistema de autofinanciamento da Igreja por meio de uma casinha na declaração do IRPF.[carece de fontes?]
As entidades religiosas encontram-se inscritas no Registro de entidades religiosas do Ministério da Justiça.

## Catolicismo

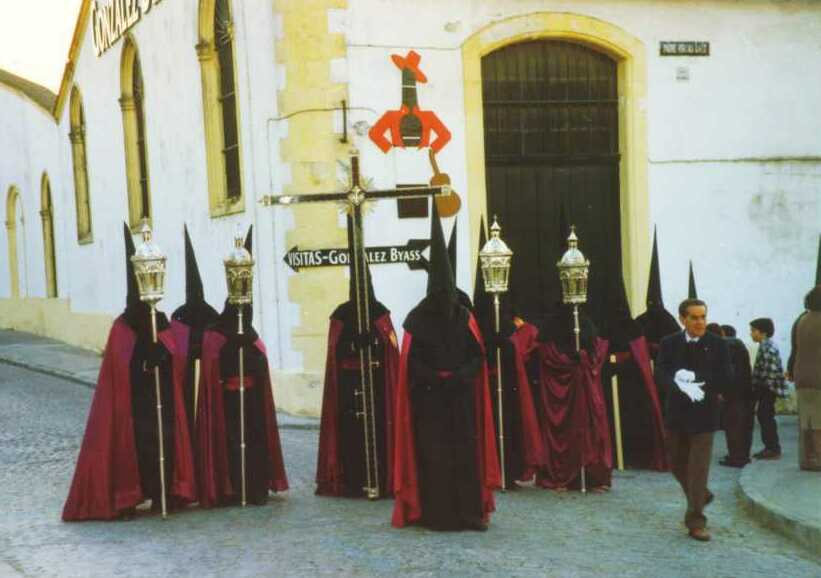
Nazarenos

Espanha é um país de tradição religiosa católica. O catolicismo foi a religião oficial do país até 1931 e, posteriormente, entre 1939 e 1978.
| Evolução do percentual de católicos na Espanha - CIS                                            |
| ----------------------------------------------------------------------------------------------- |
|                                                                                                 |
| Fonte: Centro de Investigações Sociológicas. «Barômetros». Consultado em 3 de fevereiro de 2020 |

## Outras religiões

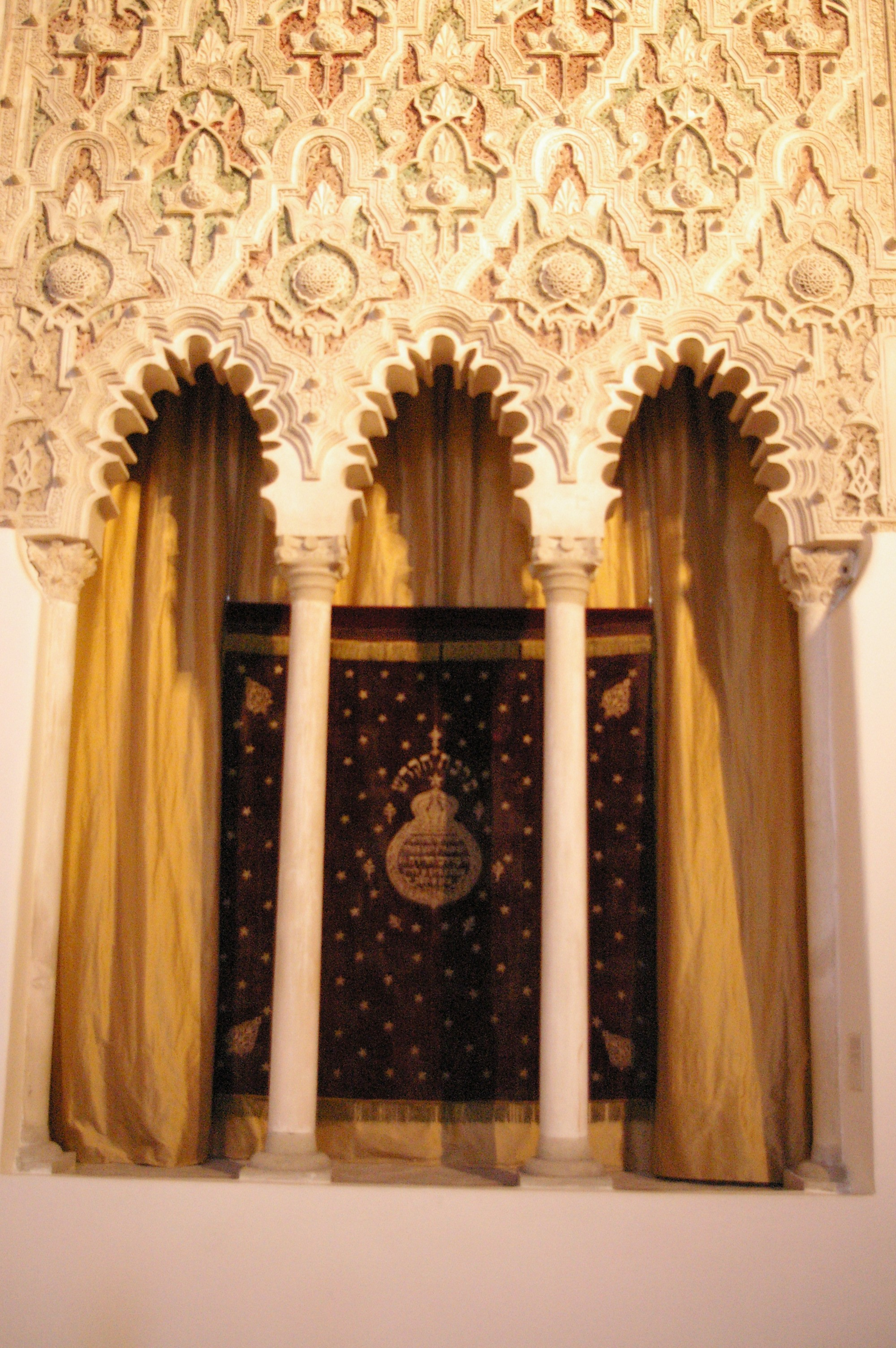
Sinagoga do Trânsito em Toledo.

Existem, na Espanha, importantes minorias muçulmanas (0,5%), protestantes (0,9%) ortodoxas (0,4%) e de testemunhas de jeová (0,3%). 2,6% da população de nacionalidade espanhola se define como crente de uma religião distinta da católica. Entretanto, a maior parte dos praticantes não católicos não possuem a nacionalidade espanhola. Segundo o censo INE 2008, na Espanha há aproximadamente:
- 1 000 000 de cidadãos de nacionalidade estrangeira precedentes de países de tradição ortodoxa (principalmente, da Romênia, Bulgária, Ucrânia e Rússia);
- 900 000 cidadãos precedentes de países de tradição islâmica (principalmente de Marrocos, Argélia e Senegal);
- 600 000 cidadãos precedentes de países de tradição protestante (principalmente do Reino Unido).

Entre a população cigana, tradicionalmente católica, as conversões ao protestantismo (principalmente pentecostalismo) foram importantes durante as últimas décadas do século XX, de forma que o número de ciganos evangélicos superam o de católicos. Também foram conservados de forma parcial suas crenças e costumes próprios.
O Ministério da Justiça concedeu, em outubro de 2007, à Federação de Comunidades Budistas da Espanha a consideração de "notória raiz", um nível que permitirá a esta religião subscrever acordos com o Estado. Os budistas são um coletivo que, segundo o Ministério da Justiça, conta com mais de 40.000 praticantes das diversas tradições budistas. A Federação de Comunidades Budistas da Espanha eleva a cifra a 65.000 e calcula que, nos últimos anos, o número de fiéis cresceu cerca de dez por cento, uma cifra notável tendo em conta a ausência de trabalho de proselitismo.

## História
Durante a Reconquista (718-1492), os reinos cristãos do norte combateram a dominação islâmica do resto da Península. Depois das conquistas cristãs, uma porcentagem importante da população seguiu sendo muçulmana, ao que se acrescentava um certo número de judeus nas cidades. Em 1492 decretou-se a expulsão dos judeus da Espanha; entre 50.000 e 200.000 abandonaram o país, enquanto que uma porcentagem importante se converteu ao cristianismo e ficaram na Espanha. Por sua vez, a expulsão dos mouriscos em 1609 provocou o desaparecimento dos últimos praticantes muçulmanos do país. A raiz disso e da vigilância da Inquisição Espanhola, não houve minorias religiosas durante vários séculos.

### Evolução do sentimento religioso na Espanha
| Evolução do sentimento religioso na Espanha - CIS | |
| --- | --- |
| Esta página contém um gráfico que utiliza a extensão <graph> . A extensão está temporariamente indisponível e será reativada quando possível. Para mais informações, consulte o ticket T334940 . | |
| Católicos Irreligiosos e ateus Outras religiões | |
| | Esta página contém um gráfico que utiliza a extensão <graph>. A extensão está temporariamente indisponível e será reativada quando possível. Para mais informações, consulte o ticket T334940. |